# 에두비 이코바
에두비 마호 이코바(영어: Eduvie Marho Ikoba, 1997년 10월 26일~)는 미국의 축구 선수이다.

## 참고 문헌
- “에두비 마호 이코바”. 《서울 이랜드 FC》. 이랜드스포츠.